# Vlag van 's-Hertogenbosch

Vlag van 's-Hertogenbosch (sinds 1999)

De vlag van 's-Hertogenbosch is het laatst gewijzigd na een gemeentelijke herindeling in 1996. Bij de raadsvergadering van 23 september 1999 is besloten, dat de vlag van de gemeente veranderd zou moeten worden.

## Huidige vlag
De huidige vlag bestaat uit vijf even hoge horizontale banen. De kleuren van deze banen zijn rood en wit, drie rode en twee witte banen. De kleuren verwijzen naar het Maasland, het gebied waar de voormalige gemeenten Empel en Meerwijk en Rosmalen toe behoorden. De kleuren van het Maasland zijn ook rood en wit. Het aantal banen heeft betrekking op het aantal voormalige gemeenten, die in de huidige gemeente zijn opgegaan, te weten 's-Hertogenbosch, Empel en Meerwijk, Rosmalen, Engelen en Bokhoven.
De vijf gemeenten komen ook terug in de gele boom in het zwarte kanton dat in de hoek linksboven staat. De hoogte van dit kanton beslaat de helft van de totale hoogte van de vlag. De breedte is een derde van de vlag. De hoogte-breedteverhouding van de vlag is dan ook 2:3.
De gele bosboom, die in het vierkante kanton staat, heeft vijf takken. Ook de takken verwijzen naar de voormalige gemeenten die nu de gemeente 's-Hertogenbosch vormen.

## Oudere vlaggen
De eerste vlag van de gemeente werd in 1857 beschreven. Vanaf die tijd heeft de gemeente meerdere vlaggen gevoerd. Al deze vlaggen, op een na, hadden een gele boom op een zwarte ondergrond. Dit symbool is al sinds de dertiende eeuw in gebruik voor de stad.

Vlag van 's-Hertogenbosch (1857)
Vlag van 's-Hertogenbosch (1935)
Vlag van 's-Hertogenbosch (1957)
Vlag van 's-Hertogenbosch (1989)

### Eerste vlag (1857)
Op 4 april 1857 berichtte de commissaris van de koning in Noord-Brabant aan de minister van Binnenlandse Zaken dat de gemeentevlag van 's-Hertogenbosch als volgt was: Twee even hoge banen van rood en wit, met op het midden het volledige gemeentewapen.

### Ontwerp (1927)
In 1927 werd door het college nagedacht over een nieuwe vlag. De gemeentelijk archivaris kwam met het volgende voorstel; drie horizontale banen rood-wit-rood met in het midden een zware verticale baan met daarop een gouden boom. De beschrijving maakt geen melding over de breedte van deze zwarte balk. Het ontwerp werd nooit uitgevoerd.

### Tweede vlag (1935)
De tweede gemeentevlag bestond uit een vierkant doek, 4 x 4 geruit van rood en wit, met in het kanton een veld van 2 x 2 blokken met een afbeelding die ontleend was aan het wapenschild van de gemeente. De vlag werd gebruikt tijdens het defilé ter gelegenheid van het 750-jarig bestaan van de stad. Bij deze gelegenheid defileerden alle gemeenten uit de provincie met een op dezelfde manier vervaardigde vlag: de Brabantse vlag met het gemeentewapen in het kanton. Dit ontwerp werd drie jaar later gebruikt voor de defileervlaggen van 1938, tijdens de viering van het veertigjarig regeringsjubileum van koningin Wilhelmina in Amsterdam.
Waarschijnlijk onbedoeld door de maker heeft deze vlag aan de basis gestaan van veel Nederlandse gemeentevlaggen, waarvan in 2019 nog steeds enkele in gebruik zijn.

### Derde vlag (1957)
De derde gemeentevlag werd in 1957 aangenomen en bestond uit een rechthoekige vlag met zeven banen van gelijke hoogte, afwisselend rood en wit, met in het kanton een vierkant zwart veld met een hoogte van vier banen met daarin een gele boom in blad.
Volgens Sierksma is de boom het oudst bekende symbool van de stad en is dit in de eerste helft van de dertiende eeuw ontstaan. De zeven banen staan voor de Habsburgers, die met Maximiliaan in 1482 in de Nederlanden een machtspositie kregen.

### Vierde vlag (1989)
De vierde vlag, die op 26 oktober 1989 werd aangenomen, bestond uit een rechthoekige vlag met twee banen van gelijke hoogte in geel en zwart, met in het kanton een rechthoekig vlak met een breedte en hoogte van 1/3 van die van de vlag, verticaal verdeeld in twee banen van gelijke hoogte, in rood en wit.
De herkomst van deze vlag is onbekend. Waarschijnlijk zijn de kleuren geel en zwart aan het gemeentewapen ontleend, en verwijst het kanton naar het Maasland, maar zeker is dit niet.

## Verwante symbolen

Het wapen van 's-Hertogenbosch
De vlag van Noord-Brabant

## Oeteldonk

Vlag van Oeteldonk

Gedurende carnaval heet 's-Hertogenbosch Oeteldonk. Oeteldonk heeft zijn eigen vlag, een rood-wit-gele driekleur, die in de gemeente zelf wellicht meer populariteit geniet dan de officiële gemeentevlag. De rood-wit-gele vlag dateert zeker uit het begin van de 20e eeuw. Deze kleuren zijn afkomstig van de kerk (wit en geel), en de Brabantse vlag (rood en wit). De kleuren komen bovendien (in een andere volgorde) voor op het schilderij "de strijd tussen carnaval en de vasten" van Pieter Brueghel de Oude (1530-1569).
Alphen-Chaam · Altena · Asten · Baarle-Nassau · Bergeijk · Bergen op Zoom · Bernheze · Best · Bladel · Boekel · Boxtel · Breda · Cranendonck · Deurne · Dongen · Drimmelen · Eersel · Eindhoven · Etten-Leur · Geertruidenberg · Geldrop-Mierlo · Gemert-Bakel · Gilze en Rijen · Goirle · Halderberge · Heeze-Leende · Helmond · 's-Hertogenbosch · Heusden · Hilvarenbeek · Laarbeek · Land van Cuijk · Loon op Zand · Maashorst · Meierijstad · Moerdijk · Nuenen, Gerwen en Nederwetten · Oirschot · Oisterwijk · Oosterhout · Oss · Reusel-De Mierden · Roosendaal · Rucphen · Sint-Michielsgestel · Someren · Son en Breugel · Steenbergen · Tilburg · Valkenswaard · Veldhoven · Vught · Waalre · Waalwijk · Woensdrecht · Zundert
1. ↑  "Provinciale Berichten Een nieuwe gemeentevlag voor 's-Hertogenbosch?". "Nieuwe Tilburgsche Courant". Tilburg, 13 oktober 1928, via kb.nl
2. ↑  heemkundekringrosmalen. Gearchiveerd op 28 september 2020. Geraadpleegd op 13 maart 2019.